# Scoliopteryx pallidior
Scoliopteryx pallidior là một loài bướm đêm trong họ Erebidae.